# 黑合蹄盖蕨
黑合蹄盖蕨（学名：Athyrium ×pseudocryptogrammoides），为蹄盖蕨科蹄盖蕨属下的一个种。

## 扩展阅读
維基物種上的相關：黑合蹄盖蕨